# أجنحة الشام للطيران
أجنحة الشام للطيران هي شركة طيران سورية سابقة، كانت تتخذ من مطار دمشق الدولي مقرًا لها ومركزًا لعملياتها. أغلقت الشركة بعام 2025.

## نبذة تاريخية
تعد شركة أجنحة الشام للطيران أول شركة طيران يمتلكها القطاع الخاص تم إنشاؤها في سوريا. أنشأت الشركة عام 2007 وحصلت الشركة على ترخيص العمل كشركة طيران خاصة في سوريا، وانطلقت أول رحلة طيران للشركة في 18 يناير 2007 وكانت من دمشق إلى شرم الشيخ في مصر، وتبع ذلك فتح بعض الخطوط الجديدة مثل خط بغداد وبيروت، . إلا أن رخصة التشغيل الممنوحة لها من قبل هيئة الطيران المدني السوري لا تسمح لها سوى تشغيل رحلات عارضة وغير منتظمة (تشارتر) مبقية على احتكار الخطوط الجوية السورية لعقود طويلة.
في عام 2012 أوقفت أجنحة الشام للطيران عملياتها نتيجة بدأ الأزمة في سوريا ، وبعد معاناتها من قيود وقوانين قطاع النقل الجوي في سوريا التي تبقي على الخطوط الجوية السورية كشركة أم وصاحبة الحق في التشغيل.
في عام 2014 عاودت أجنحة الشام للطيران عملياتها بعد أن حصلت على رخصة مشغل رحلات منتظمة كناقل وطني، وباشرت بتفيذ رحلات منظمة إلى كل من القامشلي وبيروت والكويت وبغداد.

## الملكية والشركاء
أسس شركة أجنحة الشام للطيران رجل الأعمال السوري عصام شموط فيما يبدو بتمويل من شركته العائلية مجموعة شركات شموط التي تنشط في مجال تجارة وصناعة السيارات والحديد والشحن.

## الوجهات
تقدم أجنحة الشام للطيران خدماتها إلى الوجهات التالية:
- سوريا
  - دمشق (مطار دمشق الدولي).
  - القامشلي (مطار القامشلي).
  - حلب (مطار حلب الدولي).
- المانيا
- روسيا
- مصر
- اضنة
- لبنان
  - بيروت (مطار بيروت رفيق الحريري الدولي).
- الكويت
  - مدينة الكويت (مطار الكويت الدولي).
- العراق
  - بغداد (مطار بغداد الدولي).
  - النجف (مطار النجف الدولي).
- سلطنة عمان
  - مسقط (مطار مسقط الدولي).
- السودان
  - الخرطوم (مطار الخرطوم الدولي).
- إيران
  - طهران (مطار الإمام الخميني الدولي).

## الوجهات السابقة
- تركيا
  - أنطاليا (مطار أنطاليا الدولي).
  - أسطنبول (مطار أتاتورك الدولي).
- مصر
  - شرم الشيخ (مطار شرم الشيخ الدولي).
- أوكرانيا
  - كييف (مطار كييف الدولي).
- السويد
  - مالمو (مطار مالمو الدولي).
- السعودية
  - جدة (مطار الملك عبد العزيز الدولي).
- إيطاليا
  - روما ( مطار الفوموتشينو).

## الأسطول
- طائرة من طراز إم دي 83 التي تتسع لـ 139 راكبا درجة سياحية و12 راكبا درجة أولى.
- طائرتين من طراز إيرباص إيه 320.[3]